# Peter Pan (песня Келси Баллерини)
«Peter Pan» — песня американской кантри-певицы и автора-исполнителя Келси Баллерини, вышедшая 21 марта 2016 года в качестве третьего сингла с её дебютного студийного альбома The First Time (2015). Песня достигла позиции № 1 в американском хит-параде Billboard Country Songs. Авторами песни выступили Kelsea Ballerini, Forest Glen Whitehead, Jesse Lee. Песня получила золотой статус в США и Канаде.

## История
«Peter Pan» достиг позиции № 1 в американском хит-параде кантри-музыки Billboard Hot Country Songs, и позиции № 35 Billboard Hot 100.
Песня получила положительные отзывы музыкальных критиков: Taste of Country.
К сентябрю 2016 года тираж сингла составил 487,000 копий в США и получил золотой статус RIAA.

## Награды и номинации
| Год  | Получатель  | Награда                         | Категория                | Результат |
| ---- | ----------- | ------------------------------- | ------------------------ | --------- |
| 2016 | «Peter Pan» | Teen Choice Awards              | Choice Country Song      | Номинация |
| 2017 | «Peter Pan» | Radio Disney Music Awards       | Country Favorite Song    | Победа    |
| 2017 | «Peter Pan» | Academy of Country Music Awards | Video of the Year        | Номинация |
| 2017 | «Peter Pan» | CMT Music Awards                | Video of the Year        | Номинация |
| 2017 | «Peter Pan» | CMT Music Awards                | Female Video of the Year | Номинация |

## Музыкальное видео
Режиссёром музыкального видео выступил Kristin Barlowe, а премьера состоялась в мае 2016. Клип снимали в августе в Лас-Вегасе.

## Чарты

### Еженедельные чарты
| Чарт (2016)                         | Высшая позиция |
| ----------------------------------- | -------------- |
| Канада (Billboard Canadian Hot 100) | 75             |
| Канада (Billboard Country)          | 4              |
| США (Billboard Hot 100)             | 35             |
| США (Billboard Country Airplay)     | 1              |
| США (Billboard Hot Country Songs)   | 1              |

## Сертификации
| Регион | Сертификация | Продажи |
| --- | ------------ | ------- |
| Канада (Music Canada) | Золотой      | 40 000  |
| США (RIAA) | Золотой      | 487,000 |
| * Данные о продажах приведены только на основе сертификации. ^ Данные о тиражах приведены только на основе сертификации. |              |         |